# Шаров, Сергей Александрович
Сергей Александрович Шаров (род. 29 июня 1945 года, Свердловск, РСФСР, СССР) — советский и российский художник и скульптор, член-корреспондент Российской академии художеств (2009).

## Биография

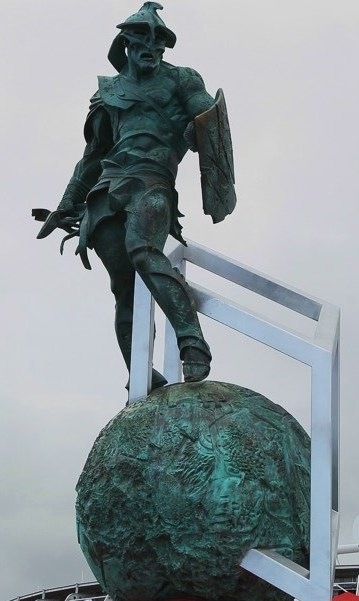
Фигура гладиатора перед стадионом московского футбольного клуба «Спартак»

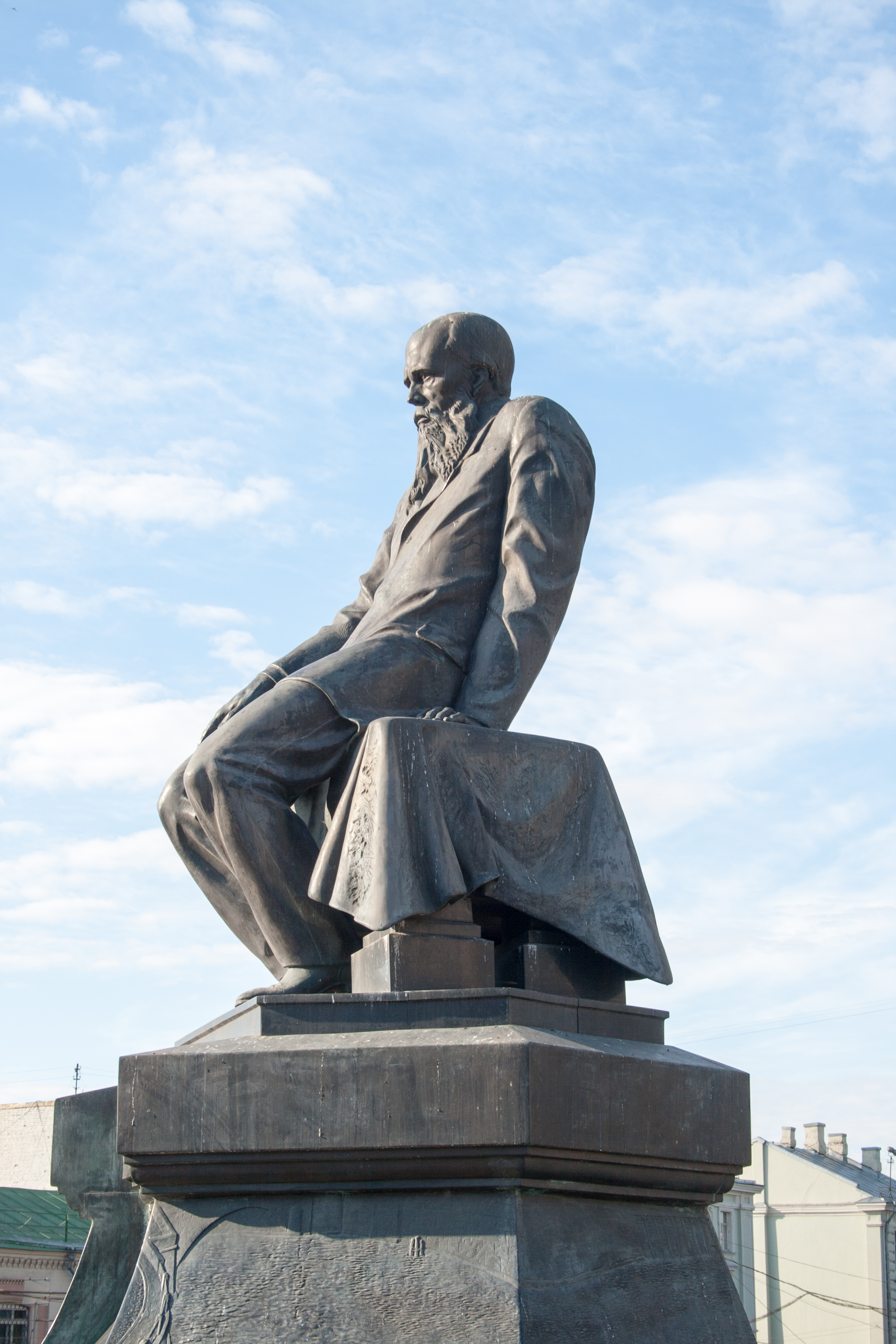
Памятник Достоевскому перед Российской государственной библиотекой

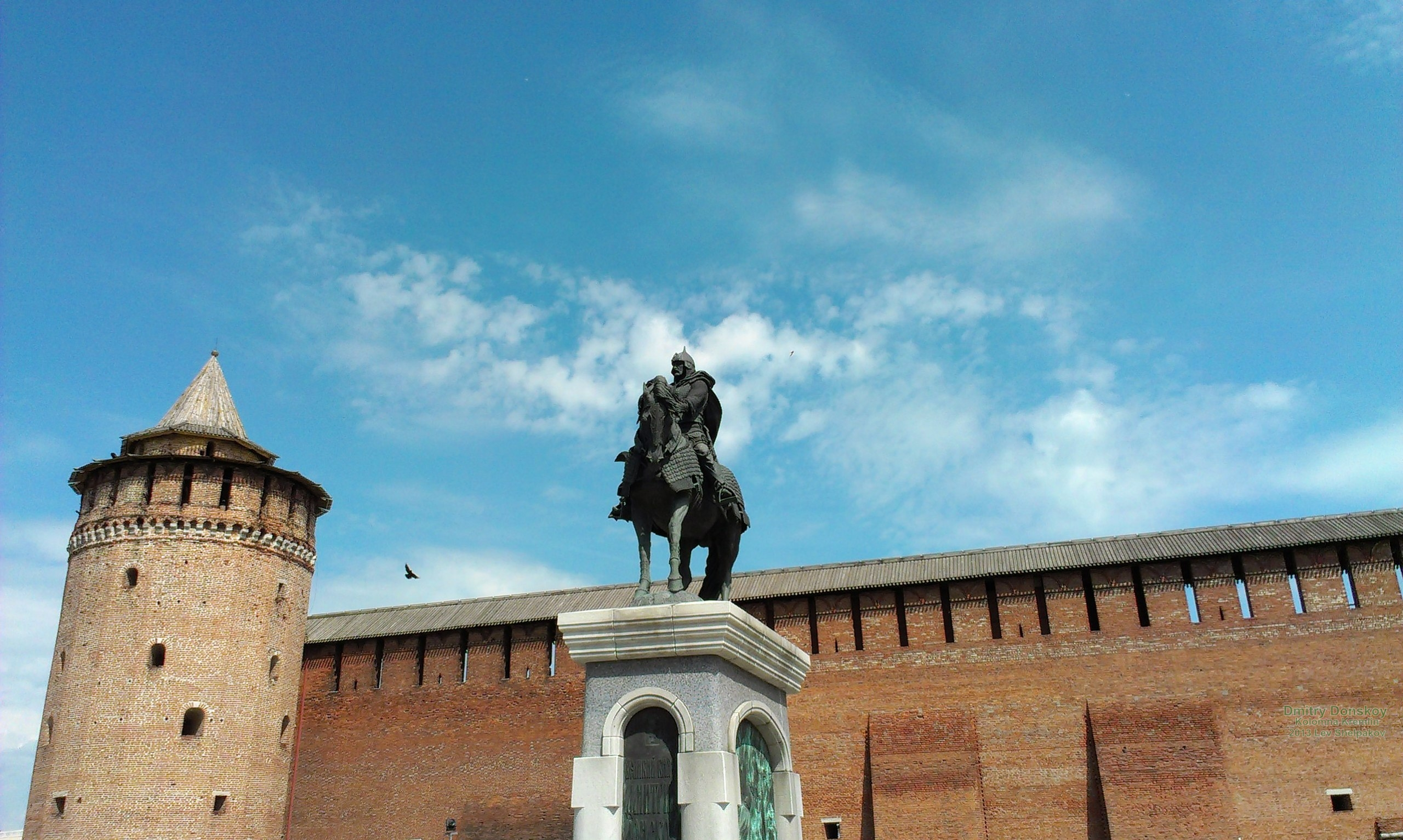
Памятник Дмитрию Донскому перед Маринкиной башней (Коломенский Кремль)

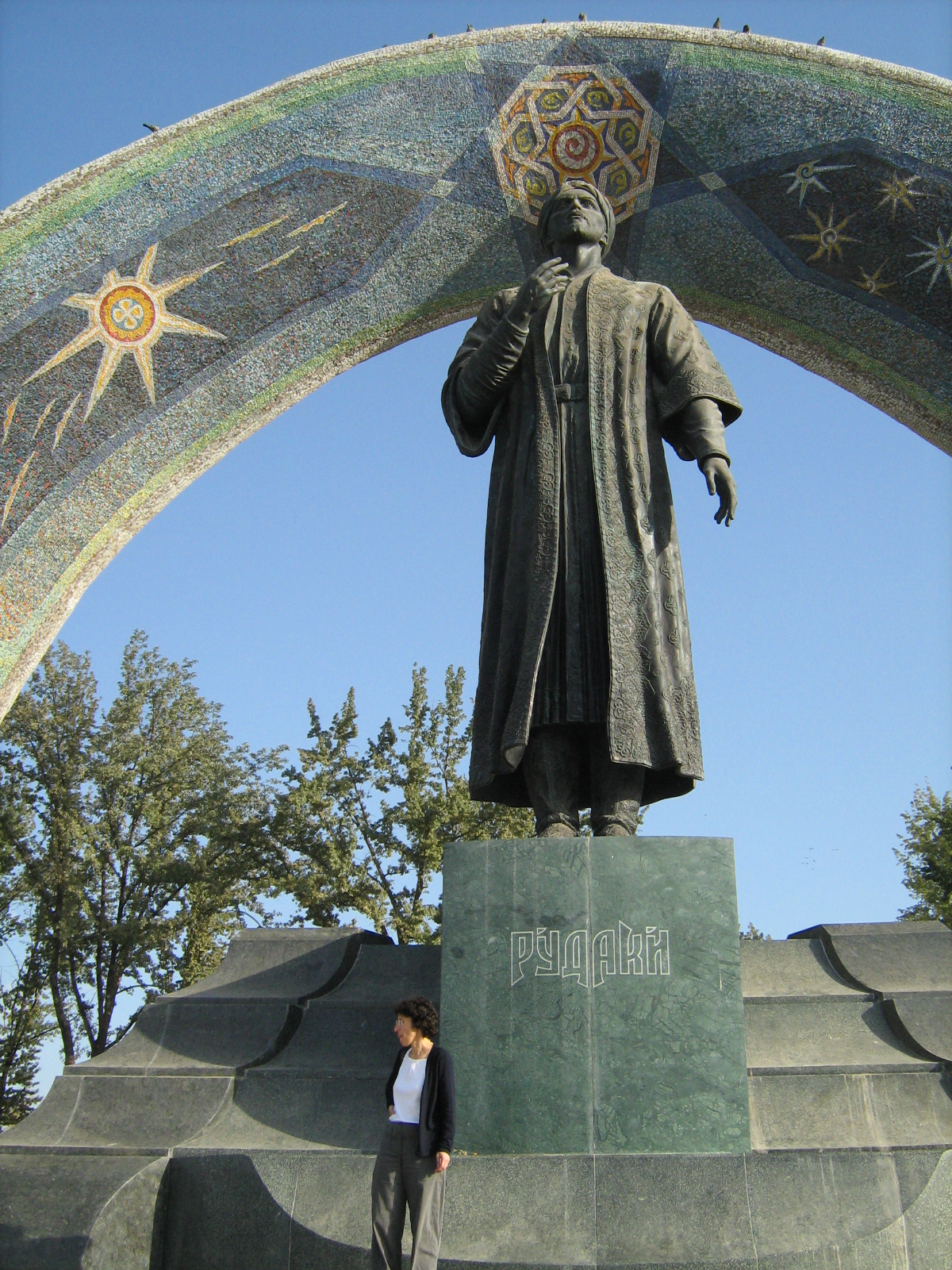
Статуя поэта А. Рудаки в Душанбе, Таджикистан

Родился 29 июня 1945 года в г. Свердловске, живёт и работает в Москве.
В 1969 году — окончил Московский архитектурный институт.
С 1969 по 1981 годы — работал архитектором в «Моспроект-№ 1» в мастерской № 12.
С 1971 по 1978 годы — главный художник музея К. Маркса и Ф. Энгельса в Москве.
С 1978 по 1984 годы — художник-проектировщик Комбината декоративно-оформительского искусства МХФ.
В 1988 году — выступил одним из соучредителей первого в Москве независимого художественного объединения МАРС.
В 2009 году — избран членом-корреспондентом Российской академии художеств от Отделения архитектуры.

## Творческая деятельность
Основные проекты и произведения
- в составе авторских групп: проектирование экспозиций музеев Ленина в г. Куйбышев, г. Казани и г. Фрунзе, проект реконструкции Центрального музея Ленина в Москве;
- совместно со скульптором А. И. Рукавишниковым — памятник Л. И. Яшину на стадионе «Динамо» (1996);
- скульптурный рельеф памятника Ф. М. Достоевскому в Москве (1997);
- памятник А. Самаранчу в Лужниках (2001);
- памятник Александру II (2005);
- монумент посвященный религиозным деятелям — жертвам репрессий в г. Шуя (2006);
- памятник Дмитрию Донскому в Коломне (2007);
- памятник таджикскому поэту А. Рудаки в г. Душанбе (2008);
- памятник основателю Императорского православного палестинского общества В. Н. Хитрово в Москве (2012);
- памятник С. В. Михалкову на Поварской улице (2014);
- 25-метровая скульптура Гладиатора рядом со стадионом «Спартак» (2014).

Как соавтор принимал участие в работе над мемориальной доской А. Боровику, мемориальной доской писателю Л. Леонову, над памятником генералу армии Говорову, над надгробиями Бескову и Гомельскому.
Является автором цикла полотен «Московские Каприччос», скульптур и инсталляций, занимался журнальной графикой, книжной иллюстрацией, промграфикой и графическим дизайном.
Член существовавшей с 1977 по 1987 годы группы «Двадцать московских художников».
Произведения представлены в музейных собраниях и частных коллекциях России и за рубежом.